# Vitis allobrogica
Espèce
Classification APG III (2009)
Statut de conservation UICN

 EX  : Éteint
Vitis allobrogica est une espèce de vignes antiques, issue de Vitis vinifera, qui se développa entre une région déterminée par le lac Léman, les Alpes et le Rhône, le pays des Allobroges. Ses raisins avaient l'avantage de mûrir avant les gelées et d'être capable de résister aux conditions climatiques alpines. Lors de la colonisation romaine cette vigne fut plantée sur la rive droite du Rhône (Saint-Joseph, Côte-Rôtie) puis sur la rive gauche (Hermitage). Son vin, connu sous le nom de vin poissé (vinum picatum), rendit célèbre Vienne-la-Vineuse, port d'embarquement des amphores et des tonneaux contenant ce vin.  

## Taxons infraspécifiques
Vitis allobrogica est à l'origine de la famille des Sérines (Syrah, Viognier). C'est Louis Levadoux en 1956, qui a entrepris de classer les cépages français en groupes selon leur morphologie, leur écologie et leur répartition géographique. En particulier, l’éco-géogroupe des Sérines est localisé dans la région Rhône-Alpes et comprend la Belle Denis, le Chatus, le Chichaud, la Douce noire, le Dureza, le Durif,  l'Étraire de la Dui, le Joubertin, la Marsanne, la Mècle, la Mondeuse blanche, la Mondeuse noire, le Peloursin, le Persan, la Roussanne, le Salagnin, le Serénèze N, le Servanin, la Syrah et le Viognier,
L'analyse ADN de ces cépages a montré que cette famille comprend plusieurs variétés dont la syrah (croisement de la Mondeuse blanche et de la Dureza). Ors toujours d'après les analyses génétiques de José F Vouillamoz   le Pinot noir étant vraisemblablement un arrière-grand-père de la Syrah par le Dureza. Dans les groupes éco-géographiques, le Pinot est un membre des Noiriens. Personne n’avait jusqu’alors suggéré de lien génétique entre ces deux groupes. Le plus ancien cépage est logiquement le Pinot, qui a des parents de deuxième degré en France (Dureza en Ardèche) et en Italie du Nord (Teroldego au Trentin, Lagrein dans le Haut-Adige). Le Pinot est vraisemblablement originaire du Nord-Est de la France (Bowers et al. 1999) d’où il aurait été répandu ensuite dans toute l’Europe par les Romains. Par coïncidence, les premières mentions écrites du Pinot datent de 1394 en Bourgogne (Pinoz) et en Autriche (Blauer Burgunder). Le Pinot Noir a très probablement été croisé avec Vitis allobrogica au XIVe siècle.

## Histoire et aire de production

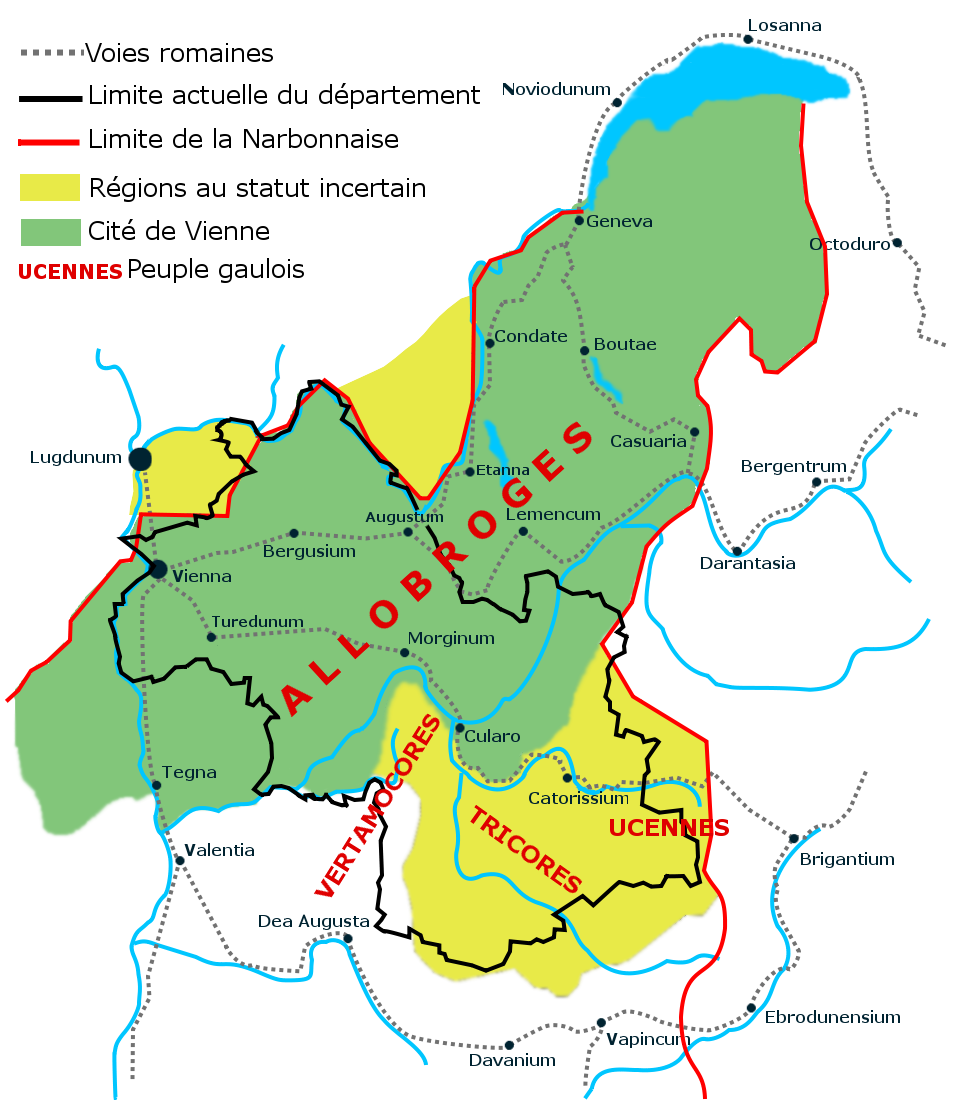
Carte de l'Allobrogie.

Le territoire des Allobroges dont la capitale était Vienne sur le Rhône, s'étendait jusqu’à la Suisse, Grenoble, et la Savoie. De nombreux auteurs ont assimilé a tort l'allobrogica, cépage spécifique à la Vitis allobrogica, à la Mondeuse noire ou à la Syrah, car la distribution de ces deux cépages au XIXe siècle se superpose parfaitement à sa zone de culture. Cette théorie fut popularisée, en 1887, par l'ampélographe français Pierre Tochon et démentis par les analyses génétiques effectuées par Thierry Lacombe de l'INRA de Montpellier et de José Vouillamoz de l'Université de Neuchâtel. Le Pinot Noir étant l'ancêtre de ces cépages et confirmés comme antérieurs historiquement, Vitis allobrogica devait être une « proto-mondeuse » comme le suggère Louis Levadoux.
L'adaptation d'une vigne résistante au froid, comme Vitis allobrogica a permis la progression de la vigne vers l'est lui permettant de remonter le long de la vallée de la Saône vers le Jura. On sait que ce cépage était aussi cultivé jusqu'à Burgum, l'actuel Bourg-Saint-Andéol. En plus, les récentes fouilles du TGV ont permis aux archéologues d'identifier le site proche des Girardes à Lapalud, des fosses alignées, datées du Haut Empire, où avait été faite une plantation viticole sur hautains. Ce qui était le cas de Vitis allobrogica.

## Mode de conduite sur hautain

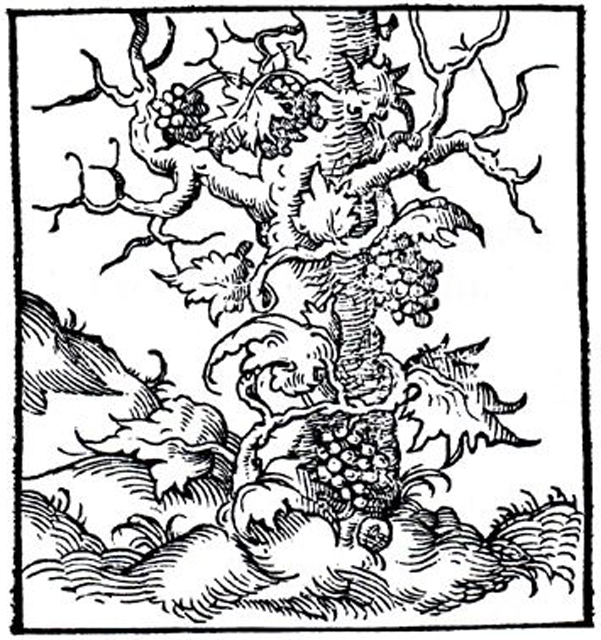
Rumpotin, Alciat, Emblematum Libellus.

Les Romains avaient donné le nom de Rumpotin à tous les types d'essence soutenant les vignes arbustives. Pline explique :

« Dans la Transpadane on voit un peuplier qui porte le nom de rumpotin, et près duquel se trouvent communément de grosses souches de vignes. L'arbre, très épais, forme, avec ses branches, des espèces de planchers circulaires, le long desquels la vigne s'élève, en serpentant, du tronc dans l'espèce de main ou de ramification que le bois lui présente, pour venir ensuite embrasser de ses sarments chacun des doigts des rameaux légèrement relevés. »

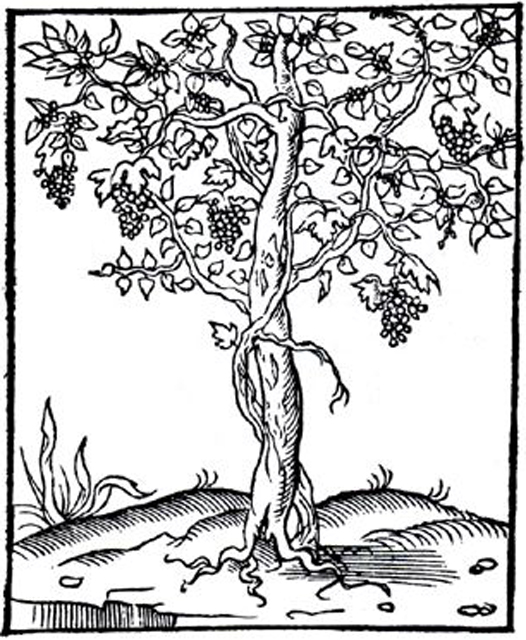
Rumpotin, Alciat, Emblematum Libellus

Columelle décrit plus longuement cette forme de hautain qu'il dit, par contre, être spécifique à la Gaule :

« Il y a dans les Gaules une autre espèce de plants d'arbres mariés aux vignes, et qu'on appelle rumpotin : il exige des sujets de petite taille et peu garnis de feuillage. J'ai remarqué que le rumpotin est constitué de manière que ces étages ne vont qu'à huit pieds dans les lieux secs et sur les pentes, et à douze sur les plaines et dans les terrains humides. L'arbre se divise ordinairement en trois branches, à chacune desquelles on conserve de chaque côté plusieurs bras ; puis on retranche presque tous les autres rameaux qui donneraient trop d'ombre à l'époque de la taille des vignes. Les pratiques sont les mêmes que celles qui sont usitées en Italie : ainsi on plante les vignes dans de longues fosses, on leur donne les mêmes soins, on les dispose sur les branches de l'arbre ; tous les ans on fait passer aux arbres voisins de nouveaux sarments, et l'on coupe les anciens. Cette espèce de plant et tous les autres arbres fructifient d'autant plus qu'on les laboure plus profondément, et qu'on bêche plus assidûment autour de leur pied. »

— Columelle, de Agricultura, V, 7.